# Sports Motor Car
Sports Motor Car Co. war ein britischer Hersteller von Automobilen.

## Unternehmensgeschichte
Das Unternehmen aus Kensington stellte zwischen 1900 und 1901 Automobile mit dem Markennamen Sports her. Danach lautete der Markenname Mayfair. 1906 endete die Produktion.

## Fahrzeuge

### Markenname Sports
Im Angebot standen drei Modelle. Dabei handelte es sich um importierte Fahrgestelle mit eigenen Karosserien. Im kleinsten Modell trieb ein Einzylindermotor mit 4,5 PS Leistung über eine Kette die Hinterachse an. Im größeren Modell sorgte ein Zweizylindermotor mit 8 PS Leistung für den Antrieb. Die Motorleistung wurde mittels einer Kardanwelle an die Hinterachse übertragen. Das Getriebe mit vier Gängen stammte von Gautier-Wehrlé. 1901 kam ein Modell mit Zweizylindermotor, 9 PS Motorleistung und Kardanantrieb dazu.